# Geração Brasil
Geração Brasil (stylisée comme G3R4Ç4O BR4S1L) est une telenovela brésilienne diffusé en 2014 sur Rede Globo.

## Distribution
| Acteur/Actrice          | Personnage                         |
| ----------------------- | ---------------------------------- |
| Murilo Benício          | Jonas Marra                        |
| Cláudia Abreu           | Pamela Parker-Marra                |
| Chandelly Braz          | Manuela Yanes (Manu)               |
| Humberto Carrão         | Davi Reis                          |
| Renata Sorrah           | Gláucia Beatriz Pacheco Marra      |
| Taís Araújo             | Verônica Monteiro                  |
| Isabelle Drummond       | Megan Lily Parker-Marra            |
| Ricardo Tozzi           | Herval Domingues                   |
| Luís Miranda            | Dorothy Benson                     |
| Luís Miranda            | Dorival Benson                     |
| Lázaro Ramos            | Brian Roberto Benson               |
| Gisele Fróes            | Rita de Cássia Ferreira            |
| Luiz Carlos Vasconcelos | Frederico Yanes (Fred)             |
| Luís Carlos Miele       | Jack Parker                        |
| Aracy Balabanian        | Iracema Avelar                     |
| Leandro Hassum          | Haroldo Barata Filho (Barata)      |
| Titina Medeiros         | Marisa Pinto Marra                 |
| Luiz Henrique Nogueira  | Sílvio Pacheco Marra               |
| Rodrigo Pandolfo        | Shin-Soo                           |
| Mônica Torres           | Susana Avelar                      |
| Miguel Roncato          | Danilo Pinto Marra                 |
| Débora Nascimento       | Maria Vergara                      |
| Fiuk                    | Alex Torres                        |
| Joaquim Lopes           | Domênico Navarro                   |
| Felipe Abib             | Ernesto Avelar                     |
| Marcello Airoldi        | Elias Avelar                       |
| André Gonçalves         | Mário Aparecido dos Santos (Cidão) |
| Nando Cunha             | Dante Ferreira                     |
| Samuel Vieira           | Igor Yanes                         |
| Max Lima                | Vicente Monteiro                   |
| Ana Terra Blanco        | Luene Michelle Almeida (Lu N)      |
| Débora Lamm             | Edna Bentes                        |
| Ellen Rocche            | Ludmila Santini                    |
| Arlindo Lopes           | Devendra Ananda (Murphy)           |
| Bel Wilker              | Evangelina Rosa                    |
| Bernardo Marinho        | Vander Soares                      |
| Danilo Santos Ferreira  | Matias Ferreira                    |
| Valentina Bandeira      | Danusa Pinto Marra                 |
| Elisa Pinheiro          | Lara Avelar                        |
| Theodoro Cochrane       | Gaspar Cardoso                     |
| Fagundes Emanuel        | Ubirajara Soares Filho (Mosca)     |
| Jéssica Ellen           | Alice Romão                        |
| Johnny Hooker           | Thales Salgado                     |
| Julia Konrad            | Janaína Lima (Jana)                |
| Marília Martins         | Débora                             |
| Nado Grimberg           | Pereira (Tommy Lee)                |
| Susana Ribeiro          | Sandra Schmidt                     |
| Andréa Dantas           | Valdeci                            |
| David Júnior            | Tonhão (Will Smith)                |
| Juliana Martins         | Joana Sá (Jojo)                    |
| Cláudio Mendes          | Leonel Moreira                     |
| Fabio Neppo             | Ubirajara Soares (Bira)            |
| Antônio Fragoso         | Edimilson Rocha                    |
| Thiago de Los Reyes     | Zac Vírus                          |
| Flávio Pardal           | Bóris Roma                         |
| Pedro Inoue             | Fabrício San Marino                |
| Laura Prado             | Tatiana Furtado                    |
| Larissa Murai           | Hana Massuda                       |
| Gabriel Palhares        | Tomás Avelar                       |
| Gustavo Henzel          | Adriano Almeida                    |
| Felipe Kannenberg       | Solano Pimentel>                   |
| Emílio de Mello         | Professor Fernando                 |
| Daisy Lúcidi            | Madalena (Madá)                    |
| Lady Francisco          | Marlene                            |
| Tuninho Menucci         | Vesgo                              |
| Matheus Pinto           | Eliéser                            |
| Sérgio Maciel           | Nacho González                     |
| Alexandre Davi          | Caolho                             |
| Mitsu Kusume            | Hélio Miura                        |
| Manuela Simões          | Dora                               |

## Diffusion
| Pays   | Chaîne     | Titre          | Série première | Série finale    |
| ------ | ---------- | -------------- | -------------- | --------------- |
| Brésil | Rede Globo | Geração Brasil | 5 mai 2014     | 31 octobre 2014 |